# 日向野祥
日向野 祥（ひがの しょう、1991年1月19日 - ）は、日本の俳優。神奈川県出身。血液型O型。身長180cm。

## 来歴
- 2009年 - 2012年、エンターテイメント集団「HIROZ」一期メンバーとして活動。
- 2011年10月、HIROZ SEVEN+としてAvexよりメジャーデビュー。
- 2012年7月、脱退。（膝の怪我のため）
- 2012年11月 - 2016年3月、株式会社オフィスコットンに所属。
- 2018年2月、株式会社GFA に所属。
- 2019年3月15日、オフィシャルサイト＆ファンクラブ「日向野祥〜It's 祥 Time〜」開設
- 2022年1月18日、株式会社GFA退社。
- 2022年1月19日、フリーランスで活動。
- 2022年6月1日、株式会社A&H Promotion.inc.所属／代表取締役
- 2022年6月10日、日向野祥ファンクラブ『THE SHOW TIME』始動

## 人物
16歳離れた姉がいる。
高校時代は、バレーボール部に所属。
特技は、日本舞踊、殺陣、ダンス。
好きなブランドは、GIVENCHY、Y.S.L。
好きな食べ物は、からあげクン。
虫が苦手。好きな色は、黒、白。
幼い頃に、祖父と見た映画がキッカケで、役者に興味を持ち、役者となった現在の目標は、「映画にてアカデミー賞を受賞する事」

## 出演

### 舞台
- MIZUNA（2012年11月）
- 舞台『ソラオの世界』（2013年2月9日 - 17日、東京芸術劇場シアターウエスト）[1]
- 舞台『夢のつづき』（2013年3月19日 - 24日、笹塚ファクトリー）[2]
- GOCCO Presents One for ALL,ALL for One!『へなちょこヴィーナス』（2013年4月17日 - 21日、TACCS1179）[3]
- 新・贋作水滸伝 -Heroes-（2013年5月15日 - 19日、あうるすぽっと） - 陳逹 役
- 怪傑パンダース 第６回本公演『ある苅屋くんの人生』（2013年6月19日 - 23日、ザ・ポケット）[4]
- 信長（2014年2月12日 - 16日、全労済ホール スペース・ゼロ）
- A´companyプロデュース公演
  - A´companyプロデュース公演 第九弾『ENCODE ―エンコード― ～Lost Super Hero～』（2014年6月4日 - 10日、TACCS1179）
  - A´companyプロデュース公演 第十弾『RED×BLACK～それでも今あなたに伝えたいこと～』（2015年5月28日 - 31日、TACCS1179）
- N.I.Produce 第9回公演『鳴かぬなら・・』（2014年10月17日 - 19日、シアターサンモール）- 森蘭丸 役[5]
- Shuffle! 2（2015年4月2日 - 5日、明石スタジオ）
- 2.5次元ダンスライブ - 篁志季 役
  - 2.5次元ダンスライブ「S.Q.S Episode 1『はじまりのとき -Thanks for the chance to see you.-』」（2018年5月17日 - 27日、よみうり大手町ホール）[6]
  - 2.5次元ダンスライブ「S.Q.S Episode 2『星芒の彼方－月野百鬼夜行綺譚－』」（2018年11月1日 - 11日、ヒューリックホール東京）[7]
  - 『ツキステ。』＆『スケステ』合同ダンスライブ『LUNATIC LIVE 2018 ver BLUE & RED』（2018年12月26日 - 27日、大宮ソニックシティ）[8]
  - 2.5次元ダンスライブ「S.Q.S BLAZING & FREEZING」（2019年3月3日、舞浜アンフィシアター）[9]
  - 2.5次元ダンスライブ『ツキウタ。』ステージ 第8幕『TSUKINO EMPIRE-Unleash your mind』（2019年3月27日 - 31日、舞浜アンフィシアター）[10]
  - 2.5次元ダンスライブ「S.Q.S Episode 3『ROMEO -in the darkness-』」（2019年4月25日 - 5月6日、ヒューリックホール東京）[11]
  - 2.5次元ダンスライブ「S.Q.S Episode 4『TSUKINO EMPIRE2 -Beginning of the World-』」（2019年9月26日 - 29日、舞浜アンフィシアター）[12]
  - 2.5次元ダンスライブ「S.Q.S Episode 5『篁志季消失事件』」（2020年2月20日 - 3月1日、ヒューリックホール東京）※映像出演[13]
  - 「LUNATIC LIVE 2020 in Taiwan」(2020年6月19日－ 21日　信義劇場Legacy Max）※19日、20日のみ出演（全公演中止）
  - 2.5次元ダンスライブ「S.Q.S Episode 6『キソセカイステージzwei「アカイホノオ」』」 （2020年7月2日 - 7月12日、シアターGロッソ）（全公演中止）
  - 2.5次元ダンスライブ「S.Q.S Episode 6『キソセカイステージzwei「アカイホノオ」』」（2021年3月25日 - 31日、ヒューリックホール東京）[14]
  - 「LUNATIC LIVE 2021」（2021年9月4日・5日、東京ガーデンシアター）（全公演中止）
  - 2.5次元ダンスライブ「S.Q.S Episode 7『斬心 -千五百秋の朝に。-』」（2021年12月2日 - 12日、ヒューリックホール東京）[15]
- Entertainment Live Stage SEPT×オバケストラ 舞台『オバケストラ！』（2018年7月11日 - 16日、シアターサンモール）- 両角清一 役[16]
- 舞台『忍ノSAGA〜風魔の章〜』（2018年8月15日 - 19日、CBGKシブゲキ!!）- 割田遥斗 役[17]
- 凰稀かなめコンサート『The Beginning Final 「Club Phoenix〜疲れたあなたにイケメンチャージ〜」』（2018年9月14日 - 15日、EX THEATER ROPPONGI）[18]
- 舞台『青春歌闘劇〜バトリズムステージ〜』- キョウ 役
  - 舞台『青春歌闘劇〜バトリズムステージ〜WAVE』（2019年1月25日 - 2月3日、シアターサンモール）[19]
  - 舞台『青春歌闘劇〜バトリズムステージ〜NOTICE』（2020年1月15日 - 22日、草月ホール）※主演[20]
- 舞台『アオアシ』（2019年7月11日 - 15日、シアター1010）- 金田晃教 役[21]
- 舞台『上にいきたくないデパート』（2019年8月21日 - 29日、三越劇場）- 二瓶護 役[22]
- ハイパープロジェクション演劇『ハイキュー!!』 - 澤村大地 役
  - ハイパープロジェクション演劇『ハイキュー!!』"飛翔"（2019年11月1日 - 4日、TOKYO DOME CITY HALL / 11月9日 - 16日、大阪メルパルクホール / 11月22日 - 24日、多賀城市民会館 / 12月6日 - 15日、日本青年館）[23]
  - ハイパープロジェクション演劇『ハイキュー!!』"最強の挑戦者"（2020年3月21日 - 22日、TOKYO DOME CITY HALL / 3月28日 - 29日、あましんアルカイックホール / 4月4日 - 5日、多賀城市民会館大ホール / 4月10日 - 12日、久留米シティプラザザ・グランドホール / 4月17日 - 19日、大阪メルパルクホール / 4月24日 - 5月6日、TOKYO DOME CITY HALL）[24]
- スマホ連動“ヒロイン体験 朗読劇”『特別捜査 密着24時』from 100シーンの恋＋（2020年7月3日 - 6日、R‘sアートコート）- 桐沢洋 役 ※5日、6日のみ出演[25]
- 音楽劇『モンテ・クリスト伯～黒き将軍とカトリーヌ～』（2020年8月16日 - 23日、明治座）- ダングラール 役[26]
- 朗読劇『夏の終わりのリーディング文学』
  - 朗読劇『夏の終わりのリーディング文学』～江戸川乱歩編～（2020年9月3日 - 7日、R'sアートコート（労音大久保会館））- 明智小五郎 役
    - D 坂の殺人事件（2020年9月3日、9月5日、9月7日）
    - 屋根裏の散歩者（2020年9月4日、9月6日、9月7日）
    - 心理試験（9月4日、9月5日、9月6日）

  - 朗読劇『夏の終わりのリーディング文学』〜芥川龍之介編〜（2020年12月8日 - 13日、シアターグリーンBIG TREE THEATER）
    - 藪の中（12月8日、12月10日、12月11日、12月12日、12月13日）
    - 羅生門（12月9日、12月10日、12月11日、12月12日、12月13日）
- 舞台『エンタメSTAGE-SHOW CASE-』（2021年5月3日 - 9日、博品館劇場）（全公演中止）[27]
- Zoo-Z the STAGE -コンクリート・ジャングル-（2021年7月7日 - 11日、東京ドームシティシアターGロッソ）-【虎狼会】遠井仁 役[28]
- 2021 kingLEAR＆MACBETH（2021年8月5日 - 14日、ニッショーホール）※マクベス公演のみ出演[29]
- 『令和千本桜～義経と弁慶／コロッケものまねオンステージ2021』（2021年10月9日 - 10月21日、明治座）- ー片岡八郎 役[30]
- 付き人さん企画シリーズ『ATTENDANT“X”』（2021年10月22日 - 24日、銀座博品館劇場）※10月23日 ゲスト出演[31]
- 舞台『夜明けのうた』（2022年1月13日 - 16日、渋谷区文化総合センター大和田 さくらホール）- 野上 役[32]
- 『MARGINAL＃4』BIG BANG STAGE（2022年2月23日 - 27日、ヒューリックホール東京）- 牧島シャイ 役 [33]
- 舞台『COLOR CROW』- 羅生聖護 役
  - 舞台『COLOR CROW 蒼霧之翼』（2022年3月12日 - 21日、シアターサンモール）[34]
  - 舞台『COLOR CROW 神緑之翼』（2022年10月20日 - 25日、紀伊國屋サザンシアターTAKASHIMAYA）[35]
  - 舞台『COLOR CROW 黑韻之翼』（2023年5月4日 - 13日、シアター1010）[36]
  - 舞台『COLOR CROW 黄靱之翼』（2024年2月10日 - 18日、こくみん共済coopホール/スペース・ゼロ）[37]
- 朗読劇『Astrologhias！』- オフューカス 役
  - 朗読劇『Astrologhias！〜mythos 2〜』（2022年5月6日 - 8日、科学技術館 サイエンスホール）[38]
  - 朗読劇『Astrologhias！〜mythos 3〜』（2023年4月1日 - 16日、科学技術館 サイエンスホール）[39]
- 舞台『殺人の告白』（2022年6月17日 - 26日、サンシャイン劇場）- カン・ドゥヒョク 役[40]
- 劇団おぼんろ 第21回本公演『瓶詰めの海は寝室でリュズタンの夢をうたった』（2022年8月18日 - 28日、Mixalive TOKYO Theater Mixa）- ワカメボーイ 役
- 新感覚恋愛×マーダーミステリー劇『Love Letter for You』（2022年9月4日（日）13時、 5日（月）12時）EX THEATER ROPPONGI）- 山田凛 役 ※5日のみ出演[41]
- ［Otona Project 第四十二弾］演劇ユニット【爆走おとな小学生】第十八回全校集会『舞踏戦隊オドルンZファイター』（2022年9月16日 - 19日、シアターGロッソ）- 赤羽翼 役[42]
- 舞台『勤人落語』
  - 舞台『勤人落語IV』（2022年10月5日 - 7日、東京カルチャーカルチャー）
  - 舞台『勤人落語V』（2023年3月8日 - 10日、東京カルチャーカルチャー）
- 舞台『新選組始末記』（2022年11月11日 - 20日、ヒューリックホール東京） - 原田左之助 役[43]
- 舞台『Wizards Storia』第二弾（2022年12月22日 - 26日、羽生市産業文化ホール）- ベルガー 役
- 舞台『トムラウシ』（2023年2月4日 - 12日、自由劇場）- 夏目礼生 役[44]
- 舞台『信長未満-転生光秀が倒せない-』（2023年3月23日 - 26日、KAAT 神奈川芸術劇場 ホール）- 斎藤利三 役[45]
- GEKIIKE本公演第12回『漆黒の戰花-再演-』（2023年6月1日-5日、新宿村LIVE / 6月16日 - 18日、石垣市民会館 中ホール）- 主演[46]
- 劇団TEAM-ODAC 第42回本公演『舞台・破天荒フェニックス〜2023』（2023年12月6日 - 12日、こくみん共済 coop ホール/スペース・ゼロ） - 主演・田中 役[47]
- Asterism vol.08『THE JUDGMENT DAY』（2024年3月1日 - 10日、シアターグリーン BOX in BOX THEATER）[48]
- 舞台『歌舞伎町シャーロック』（2024年5月17日 - 26日、IMM THEATER） - 小林寅太郎 役[49]
- 舞台『Change the World』（2024年6月8日 - 16日、サンシャイン劇場）[50]
- 気晴らしBOYZ『GROOM&GROOM』（2024年7月3日 - 7日、ザ・ポケット）[51]
- 舞台『HOUSE〜7人の地縛霊〜』（2024年8月23日 - 9月1日、シアターサンモール） - 志賀長左衛門 役[52][53]
- キ上の空論 獣三作 三作め『緑園にて祈るその子が獣』（2024年9月11日 - 16日、本多劇場）[54]
- アメツチ公演『アテルイ』（2024年10月9日 - 13日、こくみん共済 coop ホール/スペース・ゼロ） - ユウヒ 役[55]
- 刃牙 THE GRAPPLER STAGE -地下闘技場編-（2024年12月14日 - 18日、新宿FACE） - 愚地克巳 役[56]
- 舞台『新宿羅生門』薩長エージェンシー編（2025年1月18日 - 26日、こくみん共済 coop ホール/スペース・ゼロ） - 主演・西郷拓馬 役[57]
- 舞台『十二人の怒れる男たち』（2025年3月26日 - 30日、サンシャイン劇場）[58]
- 赤塚不二夫生誕90周年記念公演『赤塚不二夫スクラップブック』（2025年4月15日 - 20日、CBGKシブゲキ!!）[59]
- BIZ slapstick comedy #001【リスケ！】（2025年6月4日 - 8日、六行会ホール）[60]
- 舞台『華の天羽組　羽王戦争編　後編』- 天王寺組　戸狩玄弥　役
- 舞台『葬列の王』（2025年7月3日 - 6日、こくみん共済 coop ホール/スペース・ゼロ）[61]
- オムニバスコント「TOKYO NIGHT CRAB」（2025年7月17日 - 21日、銀座博品館劇場）
- 舞台『HOUSEII〜7人の地縛霊〜』（2025年8月15日 - 23日〈予定〉、あうるすぽっと）[62]

### テレビドラマ
- 小杉健治サスペンス・決断（2015年3月4日、テレビ東京系）- 若手警察官 役
- HiGH&LOW〜THE STORY OF S.W.O.R.D.〜（2015年10月22日 - 12月24日、日本テレビ系列）
- 検事・沢木正夫3～共犯者～（2015年8月19日、テレビ東京系）- 中沢孝二 役
- 保険犯罪調査員 佐伯初音 空白の起点（2016年7月20日、テレビ東京系）- 刑事 下平役
- 検事・沢木正夫4～自首～（2016年9月14日、テレビ東京系）
- 模倣犯（2016年9月21日・22日、テレビ東京系）- 刑事 役
- 冬芽の人（2017年4月5日、テレビ東京系）- 高山刑事 役
- 連続ドラマW 社長室の冬〜巨大新聞社を獲る男〜 第5話（2017年5月28日、WOWOW）- 新聞記者 役
- 連続ドラマW 沈黙法廷 第2話（2017年10月1日、WOWOW）
- カプチーニャン #18（2018年8月2日、テレビ東京系）- 配達男子
- 月曜名作劇場『逆転弁護士・水木邦夫〜声なき叫び〜』（2020年3月8日、TBS）
- 『東京03inUNDERDOGS-今日は負けたけど、明日は絶対勝つー』☆ゾンビに恋は難しい（2020年6月10日、BSフジ）- 鬼塚英介 役
- 彼が僕に恋した理由 SEASON 2（2021年4月9日 - 6月11日、TOKYO MX）- 赤城真澄 役[63]
- 信長未満 -転生光秀が倒せない-（2022年10月25日 - 、テレビ神奈川）- 斎藤利三 役[64]

### テレビ番組
- リフレッシュ（石川テレビ放送）- レギュラー
- スケステTV（2018年10月3日 - 11月14日、TOKYO MX）
- リアルシチュエーションバラエティ『人狼男子』（2019年10月2日 - 12月27日、TOKYO MX）[65]
- スケステTV Season2（2020年4月1日 - 22日、TOKYO MX・BS日テレビ）
- プロステTV（2022年1月5日 - 3月16日、TOKYO MX・BS日テレ）

### WEB番組
- お好きにビクトリー 第五十七夜（2019年11月26日、ニコニコ生放送）
- 『GATKUなしBrother's』第7回 （2020年6月19日、ニコニコ生放送）※ゲスト出演
- ツキプロチャンネルあおぞらスペシャル！４８時間生配信（2020年11月7日・8日、YouTube・ニコニコ生放送）
- 『キャストサイズニュース・祝7周年スペシャル！』第133回（2021年6月16日、ニコニコ生放送）※ゲスト出演
- 【演劇横丁裏通りーたくのみ交遊録】第12回（2021年10月25日、ニコニコ生放送）※ゲスト出演
- ツキプロチャンネル４８時間生配信2021（2021年11月6日・7日、YouTube・ニコニコ生放送）
- 公式Twitter（ツイキャス）、公式Instagramのインスタライブにて同時配信（2022年6月6日（月）21時〜
- 日向野祥ファンクラブ限定記念配信（2022年6月11日（土）22時〜）
- 日向野祥「公式LINE始動記念LINE LIVE」（2022年6月16日（木）22時～）
- 『THE SHOW TIME』生配信　（2022年6月27日（月）21時～）
- 『THE SHOW TIME』生配信　（2022年7月24日（日）21時〜）
- 『ＷithLIVE』（2022年11月23（祝）・11月27日（日））

### オンラインシアター
- 生DORA第一弾『会見の結果、ボクは』（2020年5月27日）- 掛井翔太 役
- 『ウルフハンターが行く！』（2020年11月21日、11月22日）
- ［うち劇］フランダースの負け犬（2020年11月28日）
- 『カ想セ界』（2020年12月18日、Zoom）
- KISSMILLe（キスミル）コラボチャット小説『君としたい、キスがある～kiss5：和仁～』（2020年12月8日 配信開始）
- KISSMILLe（キスミル）100シーンの恋・チャット小説『#100キス』（2021年3月8日 配信開始）
- LINELIVE配信 日向野祥30th BIRTHDAY SPECIAL（2021年1月19日）
- LINELIVE ショートドラマ企画『アウフヘーベンの唄』第1・3話（2021年2月6日・7日）
- リアルタイム謎解きゲームショウ！Voice Mystery 《捜査：密売遊園地の暗号》〈混入：夢製造工場B12〉（2021年2月26日・27日、Zaiko）※27日のみ出演
- オンライン朗読劇『空想の輪郭』（2021年10月24日、オンライン配信）[66]

### 映画
- 縁側ラヴァーズ2（2020年7月17日公開）- 荻原大輔 役
- 遊星王子2021（2021年8月27日公開）- 主演・遊星王子役
- ゴーストダイアリーズ（2021年9月10日公開）- 主演・阿部雅 役
- 劇場版 人生いろいろ（2022年9月16日公開）- 只野勇樹 役
- COLOR CROW-緋彩之翼–（2022年9月23日公開）- 羅生聖護 役
- お雛様のヘアカット（2022年11月30日公開）
- 占いゲーム（2023年4月21日公開）- 板倉じゅん 役
- 現代怪奇百物語 伍之章『鎮魂歌』（2023年夏公開）
- 現代怪奇百物語 伍之章『鎮魂歌〜たましずめのうた〜』（2024年7月12日公開） - 主演・大友諒人 役[67]

### CM
- クラウド型マーケティングツール「Cloud CIRCUS（クラウドサーカス）」～やってみなサーカス篇～ TV CM出演 （2020年11月）

### ラジオ
- 日向野祥　輝山立の地上波いくまでやめないラジオ#いくラジ（2021年1月28日スタート、毎週木曜22:00〜）

### ドラマCD
- ドラマCD『茶水伝承ー火の国ー』 (2025年6月27日発売) - ホウジ 役 [68]

### イベント
- 2.5次元ダンスライブ「S.Q.S」
  - 2.5次元ダンスライブ「S.Q.S Episode1『はじまりのとき -Thanks for the chance to see you-』」Blu-ray限定版 発売記念イベント (2018年12月2日、原宿クエストホール)
  - 2.5次元ダンスライブ「S.Q.S Episode2『星芒の彼方-月野百鬼夜行綺譚-』」Blu-ray限定版 発売記念イベント (2019年6月8日、原宿クエストホール)
  - 2.5次元ダンスライブ「S.Q.S Episode3『ROMEO -in the darkness-』」Blu-ray限定版 発売記念イベント (2019年8月18日、大宮ソニックシティ大ホール)
  - 2.5次元ダンスライブ「S.Q.S Episode4『TSUKINO EMPIRE2 -Beginning of the World-』」Blu-ray発売記念イベント（2020年5月24日、NEW PLER HALL）
  - S.Q.Sファンミーティング『S.Q.S FM』（2021年12月7日・8日、ヒューリックホール東京）
- 個人イベント
  - 日向野祥 ファンイベント『It's Show! Time Vol.1〜はじまりの章〜』（2019年5月19日、星稜会館）
  - 日向野祥 in Manila DVD発売記念イベント （2019年8月31日、東京 / 2019年9月7日、大阪）
  - 日向野祥 バースデーイベント『It's Show! Time Vol.2～二十代最後ノ章～』（2020年1月19日、草月ホール）
  - 日向野祥 1st写真集『Dream Again..』発売 手渡し会開催（2020年9月21日、大阪国際交流センター・小ホール / 9月22日、LMJ東京研修センター・4階XL会議室）
  - 日向野祥 2021年カレンダー発売記念お渡し会（2021年1月3日）
  - 日向野祥 2022年カレンダー発売記念お渡し会（2021年12月25日、LMJ東京研修センター）
  - 日向野祥 新たな門出を祝いま祥！〜2022〜（2022年2月19日、快・決いい会議室 ホールB）
  - ヴィジュアルブック日向野祥「神降臨」お渡し会イベント（2022年12月11日・17日、全電通労働会館ホール）
  - 日向野祥のカレンダーお渡し会とBDトークショー（2023年3月12日、LMJ東京研修センター）

- 舞台
  - オッドフェスDX 『青春歌闘劇〜バトリズムステージ〜』スピンオフ朗読劇 A novel of Battrhythm Stage（2019年6月27日、シアターサンモール）
  - 舞台『アオアシ』DVD完成直前記念上映会＆キャストトークイベント（2019年11月25日、秋葉原UDXシアター）
  - オンラインシアター『ウルフハンターが行く！』DVD発売記念イベント（2021年3月7日、Alice aqua garden 田町）
  - COLOR CROW緊急指令トークイベント『CROW TALK Vol.1』（2023年3月4日、新宿村LIVE）

- 映画
  - 映画『縁側ラヴァーズ』&『縁側ラヴァーズ2』先行上映イベント（2019年12月28日、大崎ブライトホール / 12月29日、大阪朝日ホール）
  - 映画『緑側ラヴァーズ1＆2』合同イベント（2020年2月9日、東京総合美容専門学校 マルチホール）
  - 映画『ゴーストダイアリーズ』完成披露上映会（2020年11月8日、船堀タワーホール（大ホール））
  - 映画『緑側ラヴァーズ1・2』DVD発売イベント（2020年12月20日、全電通労働会館）
  - ショートムービー『アウフヘーベンの唄』DVD発売記念トークショー&お見送り会（2021年4月18日、HMV&BOOKS SHIBUYA 5Fイベントスペース）
  - 遊星王子【完成披露上映会】（2021年7月18日、全電通ホール（全電通会館）/ 7月24日、今池ガスホール）
  - ゴーストダイアリーズ公開直前イベント（2021年8月15日）
  - 遊星王子2021 初日舞台挨拶（2021年8月28日、ヒューマントラストシネマ渋谷・池袋シネマ・ロサ）
  - 遊星王子2021 トークイベント【池袋シネマ・ロサ トークイベント】（2021年9月7日、池袋シネマ・ロサ）
  - ゴーストダイアリーズ 舞台挨拶（2021年9月11日・12日、池袋HUMAXシネマズ）
  - 映画「#ゴーストダイアリーズ」DVD発売および発売記念イベント（2022年6月4日（土）HMV&BOOKSSHIBUYA）
- テレビドラマ
  - 連続テレビドラマ『彼が僕に恋した理由』season2「放送直前舞台挨拶&先行上映」（2021年4月7日、星稜会館）

- その他
  - CASTSIZE SPECIAL TALK EVENT（2018年11月4日、渋谷 eggman）
  - KatahaBAR's 結成–卒業Live（2022年4月2日、DDD青山クロスシアター / 4月9日、道頓堀ZAZA）
  - メディアチューンズ株式会社『Love on Ride〜通勤彼氏Vol.16綾瀬湊』リリース記念日向野祥トークイベント（2022年4月17日、R’s アートコート）
  - WaterRand 2022『SuperMen’sCollection in JAPAN』（2022年8月6日・7日、お台場 青海R地区）※7日のみ
  - 『A&H FESTIVAL』（2022年10月29日、A＆Hホール / 11月3日、SUBIR AKASAKA TOKYO）
  - 大忘年会！タツトーーク！〜Part.3〜（2022年12月29日、SUBIR AKASAKA TOKYO）

### 映像
- 日向野祥 in Manila（2019年8月30日発売）

### 書籍
- キャストサイズ S.Q.S SOLIDS&QUELL on STAGE
- キャストサイズ 夏の特別号2019
- 2.5次元ダンスライブ「SQ」ステージ S.Q.S 公式ビジュアルブック CAST×TRIBUTE 2019
- prince of STAGE VOL.9
- 月刊バレーボール 2019年12月号
- キャストサイズ VOL.21（2019年11月26日発売）
- キャストサイズ　春の特別号（2020年4月6日発売）
- 2.5次元ダンスライブ「S.Q.S」公式ビジュアルブックCAST×TRIBUTE2020（2020年8月28日発売）
- キャストサイズ冬の特別号2021（2021年2月4日発売）

### その他
- 日向野祥 2020年OFFICLALカレンダー
- 日向野祥 1st写真集 〔Dream Again..〕（2020年7月29日発売）
- 日向野祥 2021年OFFICLALカレンダー
- 日向野祥 2022年OFFICLALカレンダー
- 日向野祥 2023年カレンダー『色』

## CD

### 「S.Q.S」シリーズ関連
| 発売日   | 商品名 | キャスト | 歌                                |
| 2019年   | 2019年 | 2019年 | 2019年                            |
| -------- | --- | --- | --------------------------------- |
| 10月25日 | 2.5次元ダンスライブ「S.Q.S Episode4 『TSUKINO EMPIRE2 -Beginning of the World-』」メインテーマ「Beginning of the World」        | 篁志季役：日向野祥、奥井翼役：瀬戸啓太、世良里津花役：阿部快征、村瀬大役：小林涼 和泉柊羽役：田中稔彦、堀宮英知役：中尾拳也、久我壱星役：山中健太、久我壱流役：山中翔太 | 『Beginning of the World』        |
| 2020年   | | |                                   |
| 2月20日  | 2.5次元ダンスライブ「S.Q.S Episode5『篁志季消失事件』」メインテーマ「希望の鐘」                                                 | 篁志季役：日向野祥、奥井翼役：瀬戸啓太、世良里津花役：阿部快征、村瀬大役：小林涼 和泉柊羽役：田中稔彦、堀宮英知役：中尾拳也、久我壱星役：山中健太、久我壱流役：山中翔太 | 『希望の鐘』                      |
| 2021年   | | |                                   |
| 3月25日  | 2.5次元ダンスライブ「S.Q.S Episode6 『キソセカイステージ：zwei「アカイホノオ」』」メインテーマ「アカイホノオ ～Go On And On～」 | 篁志季役：日向野祥、奥井翼役：瀬戸啓太、世良里津花役：阿部快征、村瀬大役：小林涼 和泉柊羽役：田中稔彦、堀宮英知役：中尾拳也、久我壱星役：山中健太、久我壱流役：山中翔太 | 『アカイホノオ ～Go On And On～』 |
| 12月2日  | 2.5次元ダンスライブ「S.Q.S Episode7 『斬心 - 千五百秋の朝に。-』」メインテーマ『斬心-無形ノ八重-』                              | 篁志季役：日向野祥、奥井翼役：瀬戸啓太、世良里津花役：阿部快征、村瀬大役：小林涼 和泉柊羽役：田中稔彦、堀宮英知役：中尾拳也、久我壱星役：山中健太、久我壱流役：山中翔太 | 『斬心-無形ノ八重-』              |